# Artefacte visual
|  | No s'ha de confondre amb Pixelat. |

Els artefactes visuals (o simplement artefactes) són anomalies aparents durant la representació visual com en els gràfics digitals i altres formes d'imatges, especialment la fotografia i la microscòpia.

## En gràfics digitals

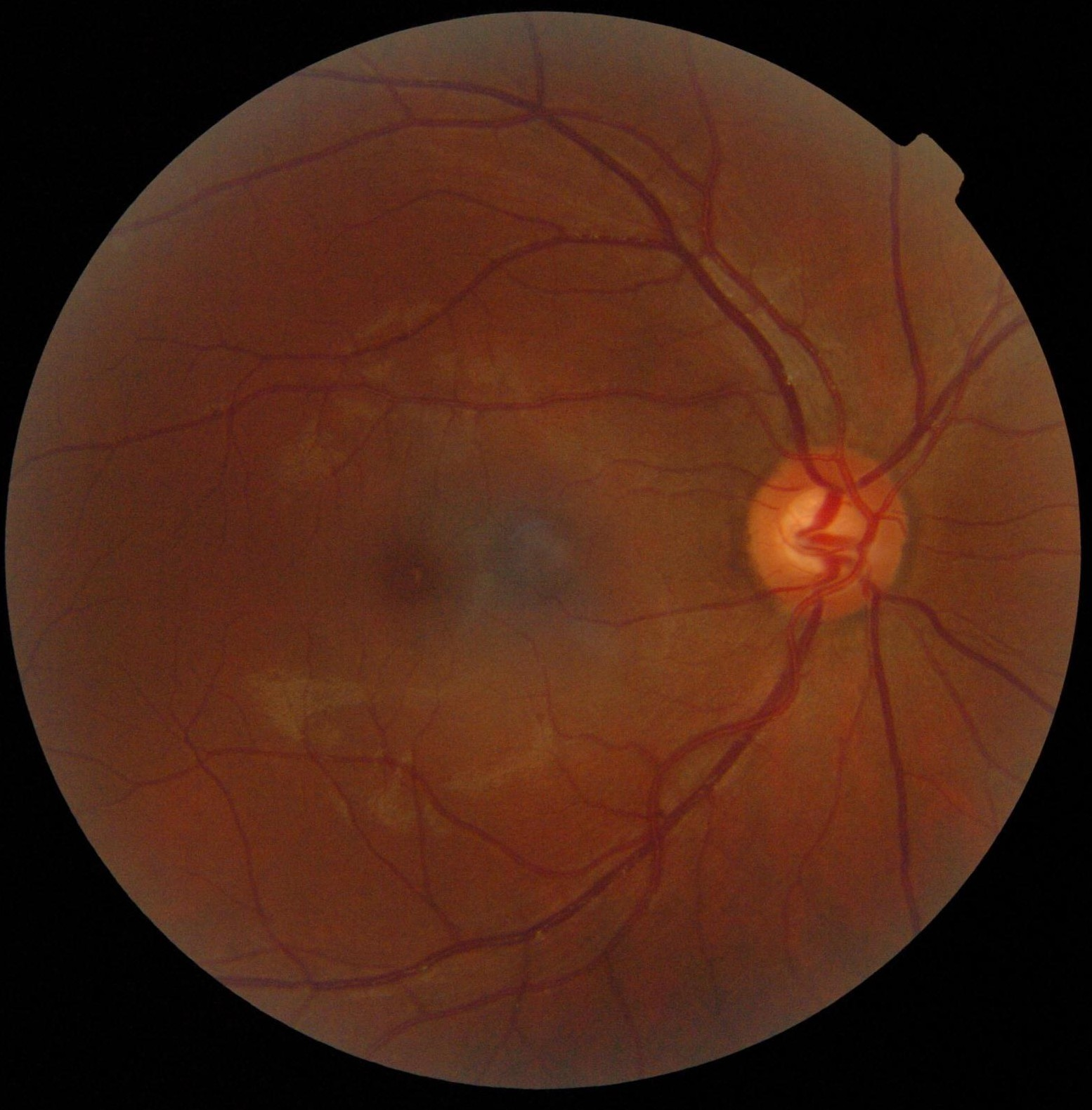
Una retinografia. La taca grisa del centre és un artefacte de l'ombra.

- Factors de qualitat de la imatge, diferents tipus d'artefactes visuals
- Artefactes de compressió
- Artefactes digitals, artefactes visuals resultants del processament d'imatges digitals
- Soroll
- Efecte porta-pantalla, també conegut com a soroll de patró fix (FPN), un artefacte visual de la tecnologia de projecció digital
- Ghosting (televisió)
- Pantalla gravada
- Distorsió
- Efecte serigrafia
- Efecte arc de Sant Martí
- Arrencada de pantalla
- Patró de moaré
- Bandes de colors

## En el vídeo d'entreteniment
Molta gent que utilitza els seus ordinadors com a afició experimenta la seva transformació a causa d'un mal funcionament del maquinari o del programari. Els casos poden variar, però les causes habituals són:
- Problemes de temperatura, com ara la fallada del ventilador de refrigeració.
- Controladors de targeta de vídeo no desitjats.
- Controladors que tenen valors amb els quals la targeta gràfica no és adequada.
- Overclocking més enllà de les capacitats de la targeta de vídeo en particular.
- Errors de programari a l'aplicació o al sistema operatiu.

Els diferents casos d'artefactes visuals també poden variar entre les tasques programades.

## En fotografia

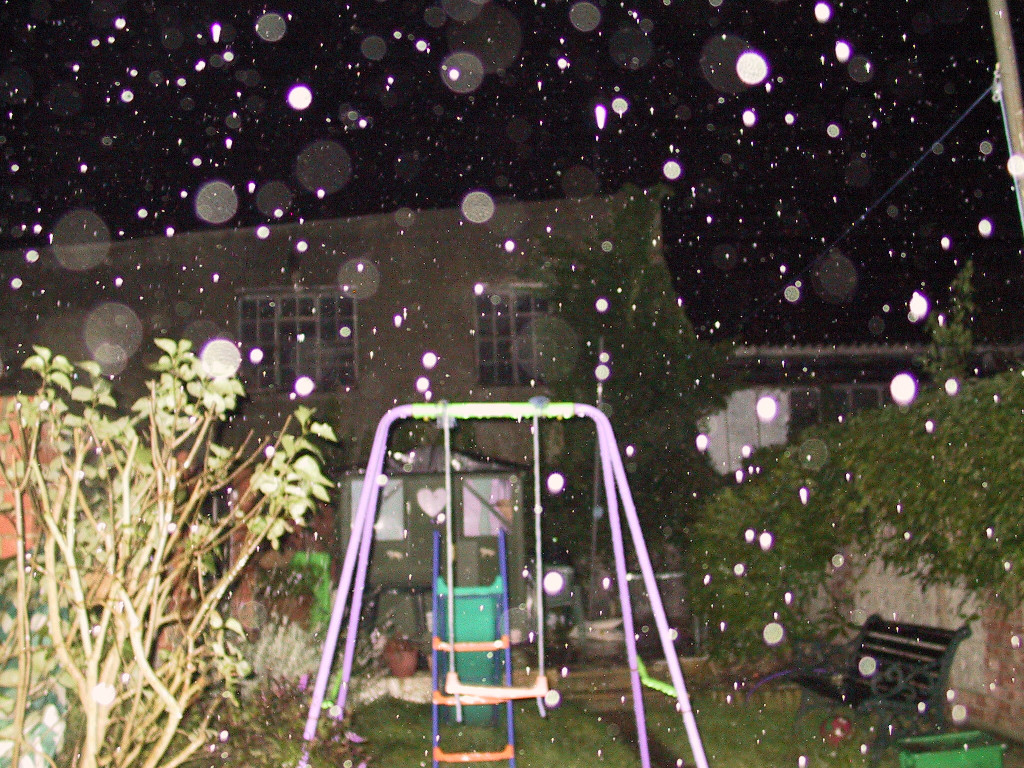
Artefactes circulars causats per esquitxos de les gotes de pluja

Aquests efectes es poden produir tant en la fotografia analògica com en la digital.
- Aberració cromàtica a causa de la dispersió òptica a través d'un objectiu, que condueix a franges de color en límits d'alt contrast en una fotografia.
  - Serrell morat
- El desenfocament de moviment
- Reflexió propera a la càmera, artefactes visuals causats per la retrodifusió de la llum per partícules no enfocades

## En microscòpia

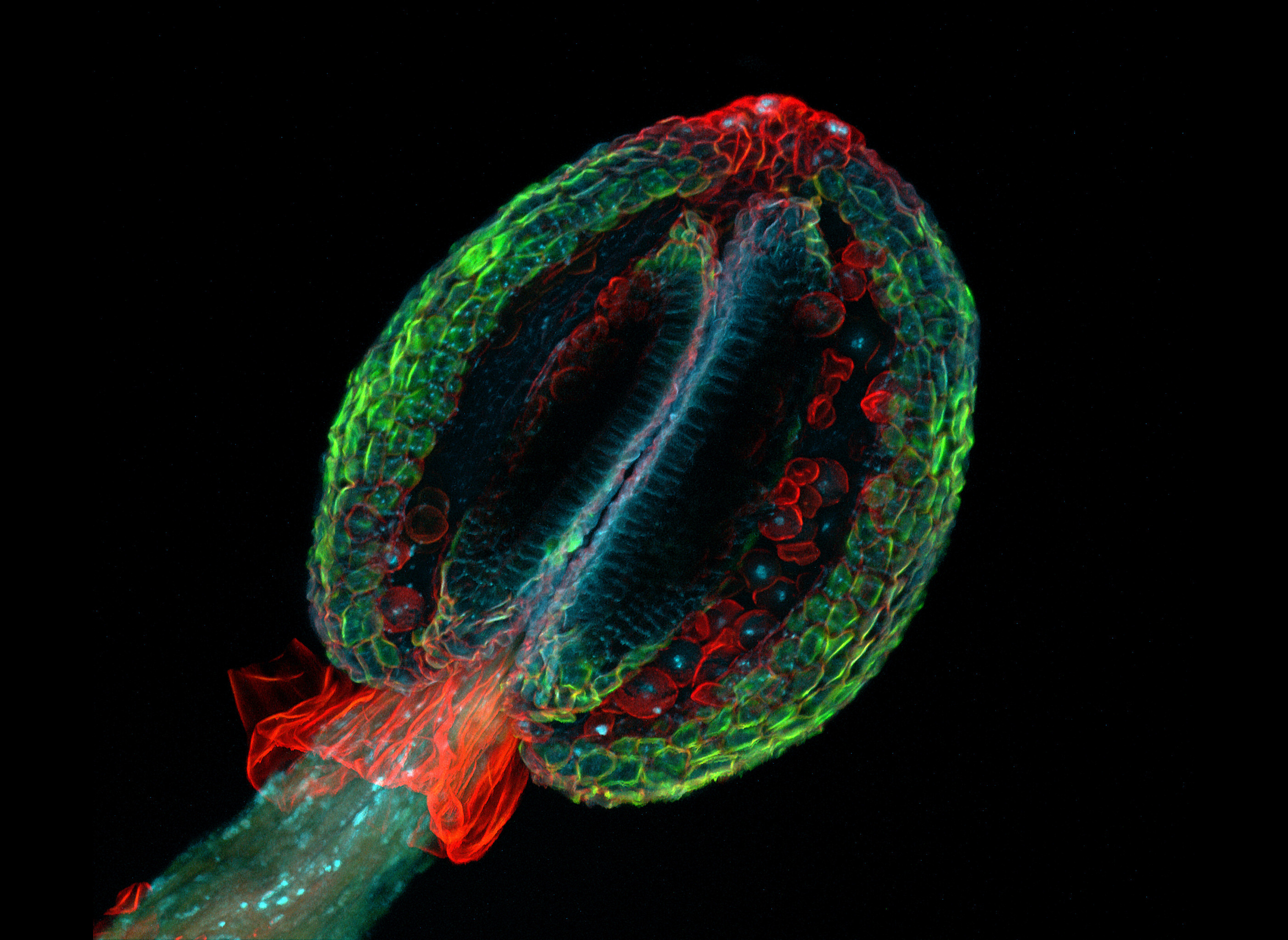
Micrografia de fluorescència d'exploració làser confocal d'antera de cressó de l'taca (part de l'estam). La imatge mostra, entre altres coses, una bonica estructura en forma de collaret de color vermell just a sota de l'antera. Tanmateix, un estam intacte no té aquest collaret, es tracta d'un artefacte de fixació: l'estam s'ha tallat per sota del marc de la imatge i l'epidermis (capa superior de cèl·lules) de la tija d'estam s'ha desfet, formant una estructura no característica.. Foto: Heiti Paves de la Universitat de Tecnologia de Tallinn.

En microscòpia, un artefacte és un aparent detall estructural causat pel processament de l'espècimen i, per tant, no és una característica legítima de l'espècimen. En microscòpia de llum, es poden produir artefactes mitjançant bombolles d'aire atrapades sota el lliscament de la tapa de la diapositiva.
En microscòpia electrònica, es poden produir distorsions en assecar l'espècimen. La tinció pot provocar l'aparició de dipòsits químics sòlids que es poden veure com a estructures a l'interior de la cèl·lula. Es poden utilitzar diferents tècniques, com la fractura per congelació i el fraccionament cel·lular, per superar els problemes dels artefactes.

Un artefacte aixafat és un allargament i distorsió artificial vist en estudis d'histopatologia i citopatologia, presumiblement a causa de la compressió iatrogènica dels teixits. La distorsió pot ser causada per la mínima compressió de teixits i pot proporcionar dificultats en el diagnòstic. Pot provocar que la cromatina s'extregui dels nuclis. Les cèl·lules inflamatòries i tumorals són les més susceptibles als artefactes aixafats. 

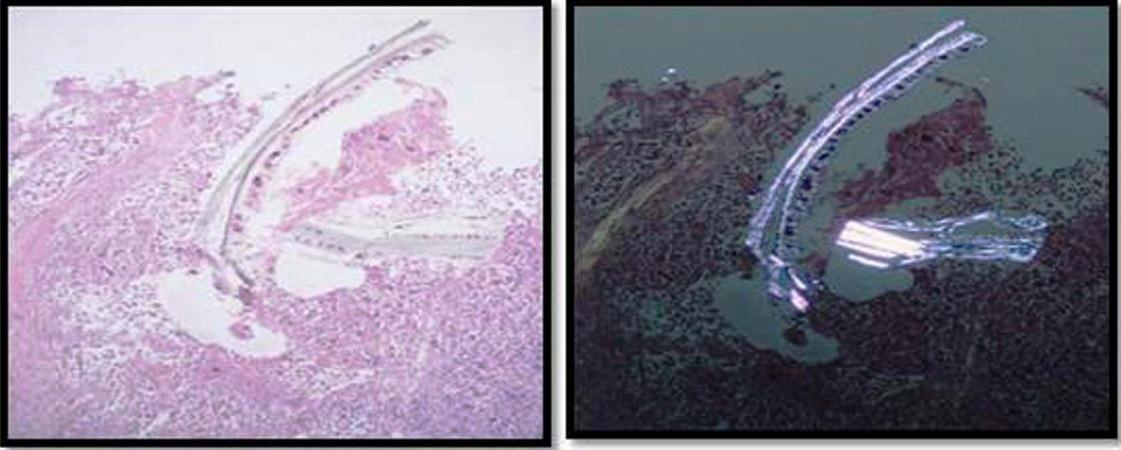
Contaminació de cel·lulosa, amb tinció H&E i llum polaritzada
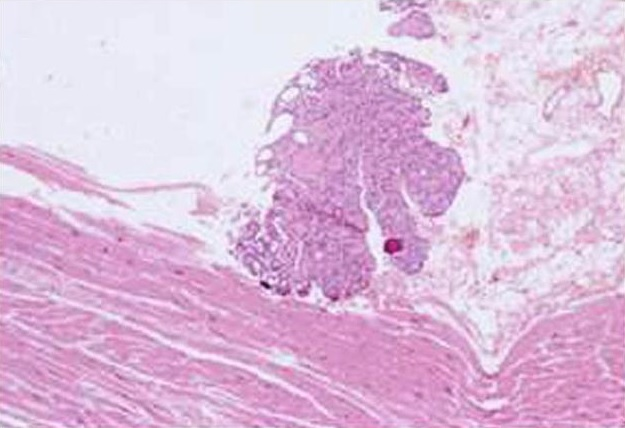
Múscul cardíac (part inferior) amb contaminació del teixit tiroide (centre)
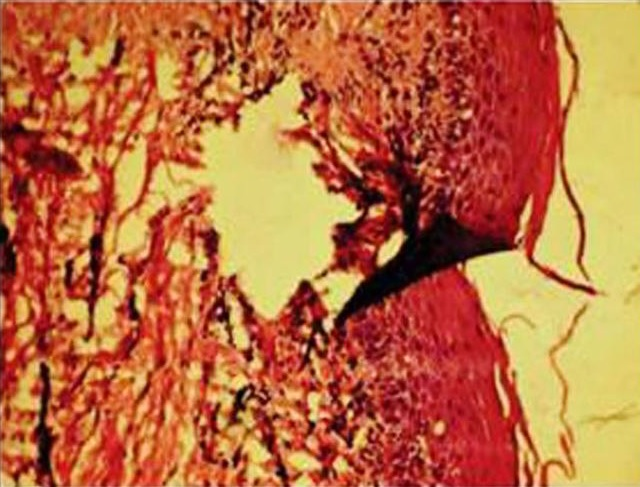
Triturar l' artefacte a partir de la compressió mitjançant un fòrceps sobre la mostra de teixit
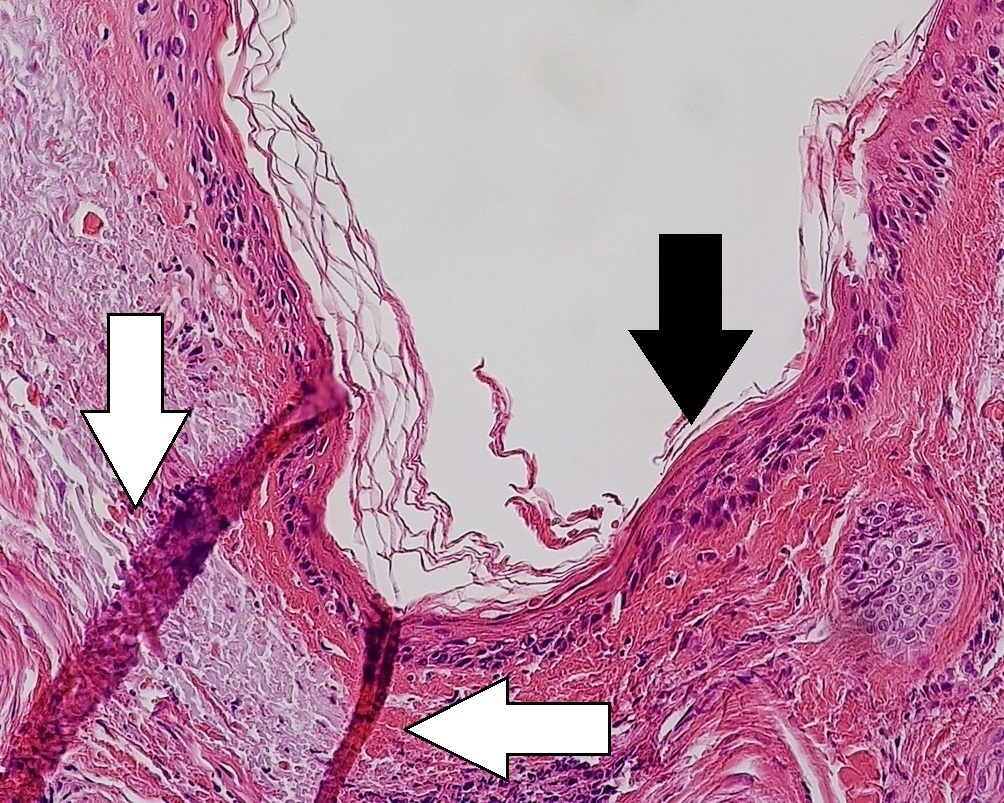
Artefactes plegables (fletxes blanques) i un artefacte aixafat (fletxa negra, amb hipereosinofília citoplasmàtica i pleomorfisme nuclear) d'una agulla.
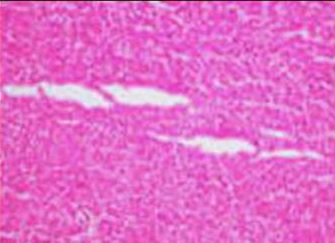
Artefactes esquinçadors, com ara poden ser causats per: -- Tracció de les seccions. - Massa o massa poca deshidratació d'alcohol. - Secció de parts calcificades, que es poden descalcificar o eliminar.

- Artefactes esquinçadors, com ara poden ser causats per:[6]
-- Tracció de les seccions.
- Massa o massa poca deshidratació d'alcohol.[6]
- Secció de parts calcificades, que es poden descalcificar o eliminar.[6]
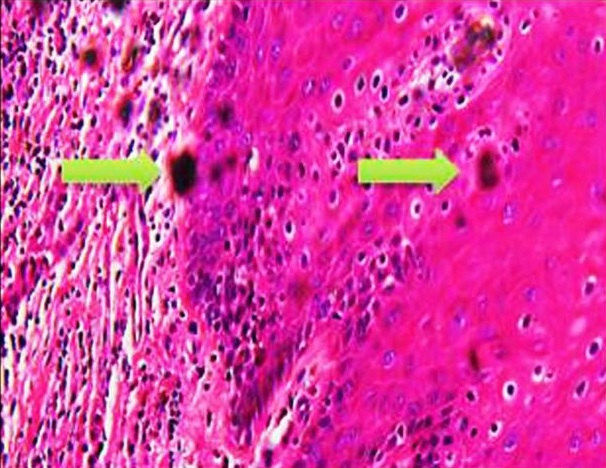
Artefactes del pigment de formalin
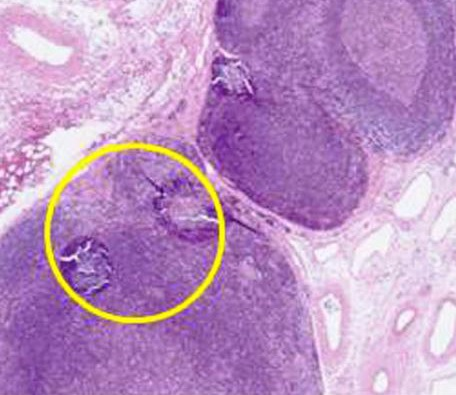
Artefactes de captura de bombolles d'aire
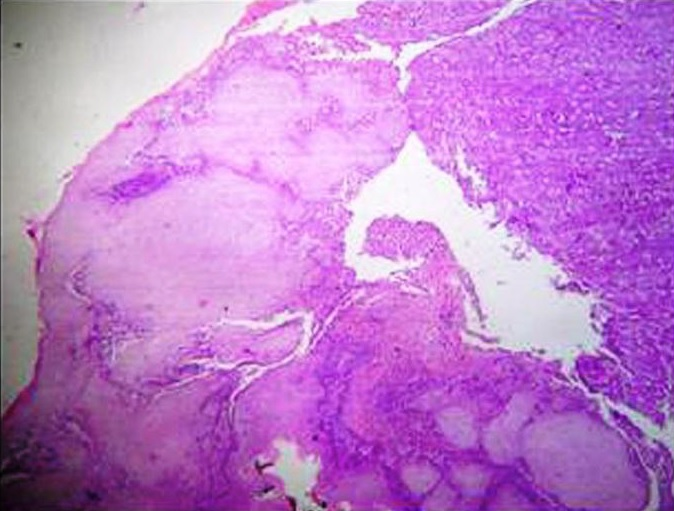
Tinció d' artefactes per cera residual, donant lloc a zones pàl·lides on les estructures cel·lulars no són perceptibles.
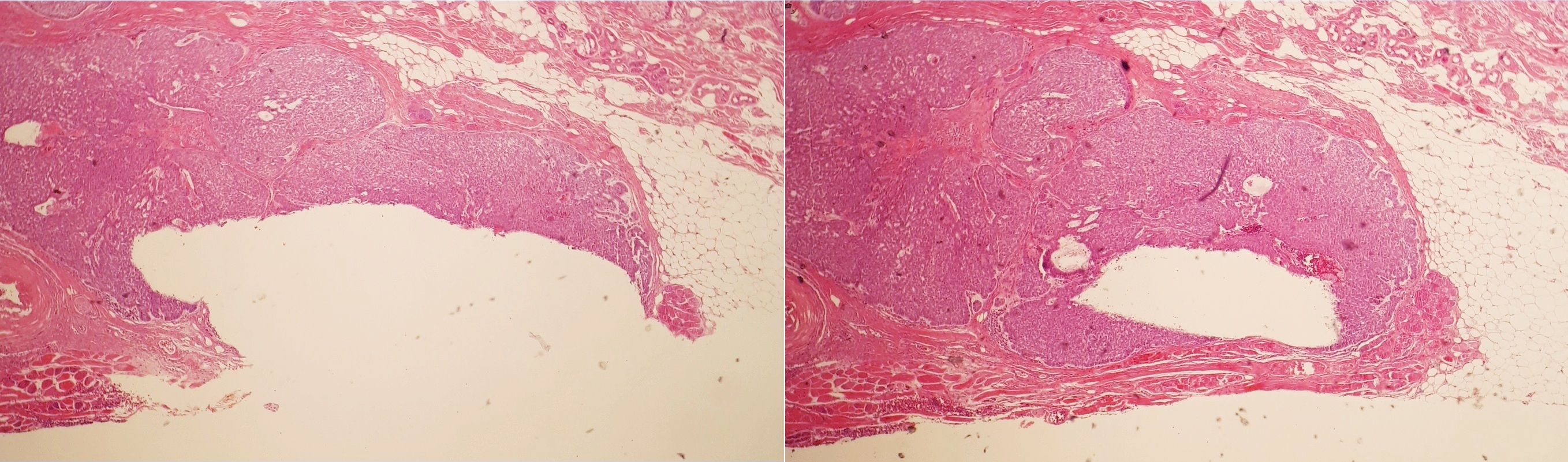
Un artefacte de separació a la imatge esquerra fa que el tumor sembli incomplert, però el següent nivell de microtomia (imatge dreta) mostra un marge quirúrgic de teixit connectiu.

## En radiografia
En la radiografia de projecció, els artefactes visuals causats per joies, roba i plecs de la pell poden constituir imitacions de malalties.

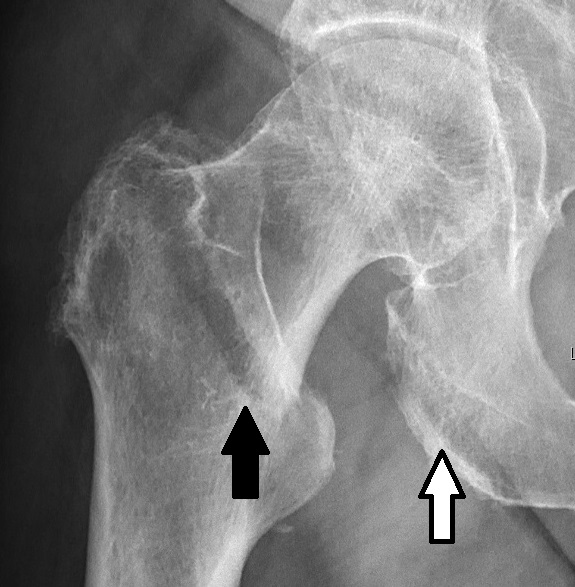
Una fractura de maluc (fletxa negra) al costat d'un plec de la pell (fletxa blanca).
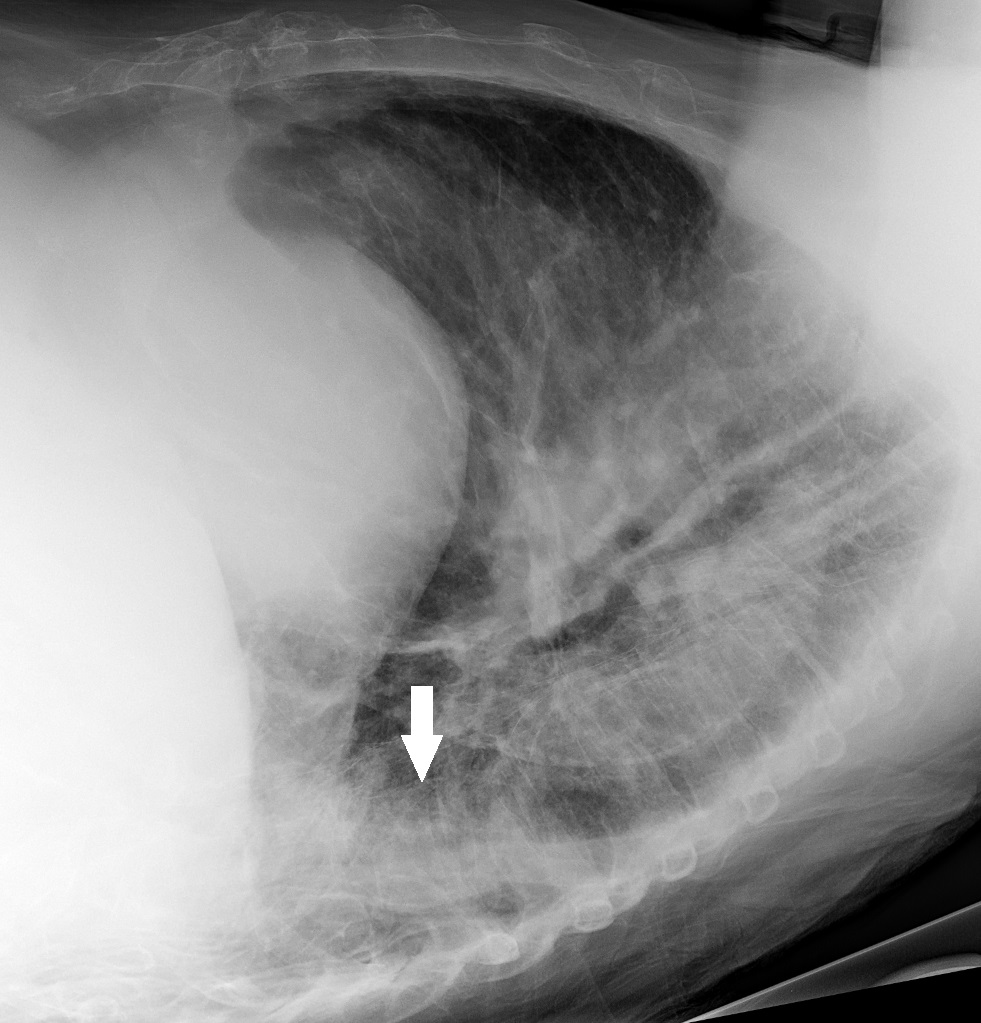
Llençols que semblen opacitats pulmonars en una radiografia de tòrax

## En ressonància magnètica
A la ressonància magnètica, els artefactes es poden classificar com a relacionats amb el pacient, depenent del processament del senyal o relacionats amb el maquinari (màquina).